# Stanzach
Stanzach är en ort och kommun i distriktet Reutte i förbundslandet Tyrolen i Österrike.